# Ana María Vignoli
Ana María Vignoli Ferraro (Montevideo, 27 de juliol de 1945) és una assistenta social i política uruguaiana pertanyent al Front Ampli. Va ocupar el càrrec de Ministra de Desenvolupament Social des de març de 2010 fins a l'11 de juliol de 2011.

## Biografia
Vignoli es va graduar d'Assistenta Social a la Universitat de la República, on anys després va obtenir un diploma d'especialització en Polítiques Socials.
Des de la seva joventut va militar dins el Partit Comunista, raó per la qual amb l'inici de la dictadura, el 1973, es va exiliar a Suècia, on va viure fins al 1984. Abans del seu exili, va treballar en un institut d'assessorament a Cooperatives d'Ajuda Mútua.
Després de tornar a l'Uruguai, el 1984, va començar a treballar per la Comissió pel Retrobament dels Uruguaians. El 1989 va ingressar a l'INAME, on va treballar durant un any com a assistenta social.
El 1990 va ingressar a la Intendència Municipal de Montevideo, treballant al Programa Construcció de Nuclis Bàsics, després al Departament de Descentralització i com a assistenta social d'alguns centres comunals zonals.
El 2005, l'intendent Ricardo Ehrlich la va nomenar Directora d'Administració de Recursos Humans de la Intendència, càrrec que va mantenir fins al 2010. L'1 de març de 2010 va assumir com a ministra de Desenvolupament Social, nomenada pel president José Mujica.
Criticada pels partits de l'oposició per no poder trobar una solució per evitar les morts d'indigents per hipotèrmia atès a les baixes temperatures de l'hivern austral, l'11 de juliol de 2011 va ser succeïda pel ministre de Salut Pública, Daniel Olesker.